# Trichoceros
Trichoceros là một chi phong lan trong họ Orchidaceae.

## Hình ảnh

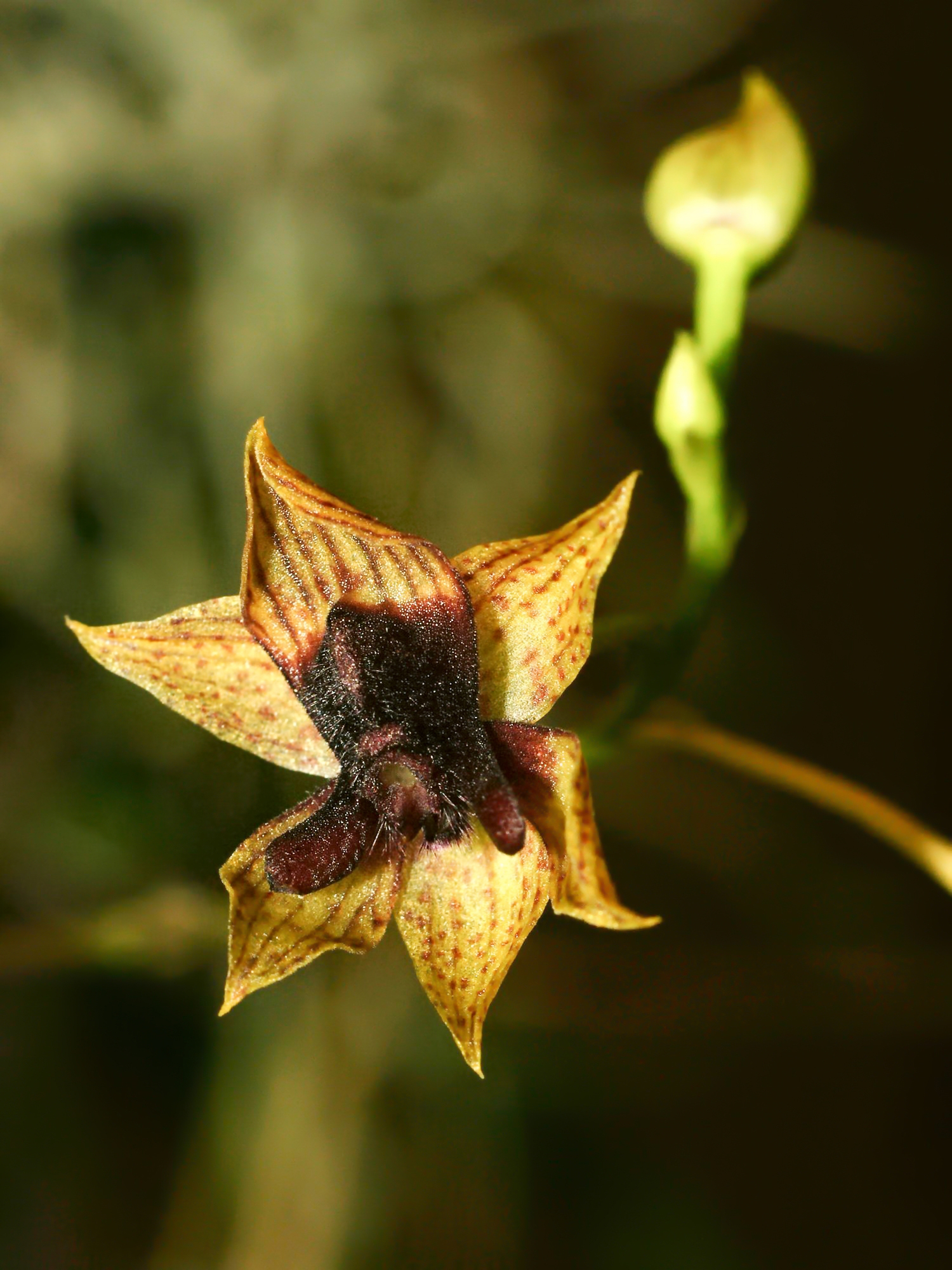